# Кларис, Пабло
Пабло Кларис-и-Касадемун (1 января 1586, Барселона — 27 февраля 1641) — каталонский адвокат, священник и 94-й президент Каталонии в начале Каталонского восстания. 16 января 1641 года он провозгласил Каталонскую Республику под протекторатом Франции.

## Биография

### Ранние годы
Кларис родился в Барселоне. Семья его отца была из Берга, и его дед Франсеск, и его отец Жоан, были известные в Барселоне юристы. Пабло был младшим из четырёх братьев, и его старший брат Франсеск, который был адвокатом, оказал сильное влияние на путь своего брата в политику. Семья Пабло Клариса принадлежала к барселонской буржуазии и имела значительную экономическую и административную власть.
Хотя вполне возможно, что его образование было более широким, известно только, что Кларис получил степень доктора гражданского права и канонического права в Университете Барселоны, пройдя курс в период между 1604 и 1612 годами.
28 августа 1612 года Пабло Кларис был назначен на работу в Сео-де-Уржель, резиденцию епископа Уржеля и Андорры. 25 сентября того же года он был назначен каноником епархии Уржеля.

### Политическая карьера
В 1626 году Кларис был избран в качестве представителя церкви в Суде Каталонии (Парламент Каталонии), которые открылись 28 марта, на фоне тревожной политической ситуации — после того, как новый король Испании Филипп IV не ратифицировал каталонскую конституцию и стал облагать страну налогами. Каталонская церковь была отягощена королевскими налогами и протестовала против практики выдвижения епископов из Кастилии в каталонские епархии. Отказ платить налог в размере 3300000 дукатов вызвал немедленный отъезд короля в Мадрид.
В 1632 году Кортесы Каталонии были восстановлены в том же составе, что и в 1626 году. Уже намечалось восстание против испанской короны, во главе с блестящей генерацией юристов, таких как Жоан Пер Фонтанелья, который был юридическим советником генералитета и сыграл свою роль в кризисе отношений между Каталонией и Короной, закончившемся отделением Каталонии в 1640 году.
В 1632 году Кларис назначил выборы и 15 июля назначил восемнадцать человек, чтобы сформировать Исполнительный совет.
Самым замечательным политическим эпизодом этого периода жизни Клариса был бунт в Вике (Bisbat de Vic). В результате папской концессии, которая дала королю Испании десятую часть доходов Церкви в Испании, народные волнения вспыхнули в епархии Вик под руководством архидиакона Мельхиора Палау-и-Боско, который имел горячую поддержку двух каноников Уржеля: Жавме Ферана и Пабло Клариса.
Похищение церковной собственности в Вике Королевским двором вызвало весной и летом 1634 года революционные демонстрации. Несмотря на давление епископа Жироны, Совет Арагона только осмелился посадить диакона, Пабло Карфорта. Наконец, конфликт задержал выплату десятой части до конца ноября.
В 1630 и 1636 годах Кларис участвовал в Совете Таррагоны. В 1636 году, несмотря на усилия нейтрализовать архиепископа Таррагона испанца Антонио Переса, он добился утверждения нормы, согласно которой все проповеди в Каталонии были на каталонском языке.

### Президентство в Генералитете
22 июля 1638 года Пабло Кларис был избран церковным депутатом генералитета (Diputació del General). Остальные члены, предложенные Кларисом в качестве церковных аудиторов, были Жавме Ферран (также каноник из Уржеля) и Рафаэль Серда.
Как член церкви, Кларис продолжал председательствовать на заседаниях правительства. Вице-король в Санта-Колома тщетно пытался подкупить «неудобного» Клариса.

### Каталонская республика

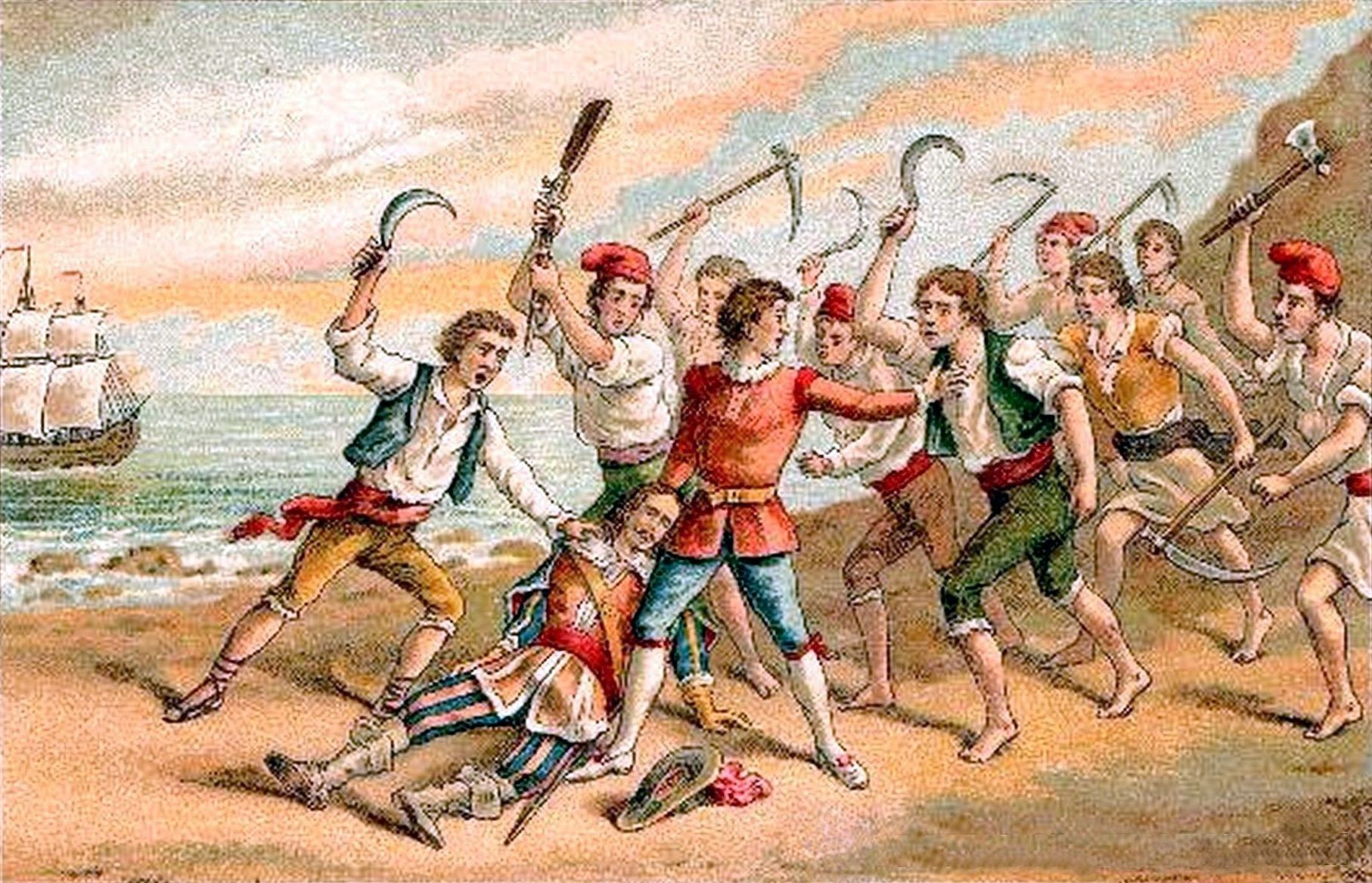
Corpus de Sang. Иллюстрация 1910 года работы Мираллес, Эрменегильдо

Кастильские и итальянские войска вошли в Каталонию, чтобы сражаться с французами в Руссильоне, и по отношению к сельским жителям вели себя как оккупанты. Бесчинства войск спровоцировали массовые возмущения. 7 июня 1640 года группа из ок. 400—500 косарей (Кровавый корпус / Corpus de Sang) вошли в Барселону для выражения возмущения, что привело к беспорядкам и закончилось смертью тринадцати человек. Был убит испанский вице-король в Барселоне. Возмущённым и их президенту Пабло Кларису пошли на уступки, опасаясь, что народное восстание выйдет из-под контроля. Наконец, 11 июня удалось вывезти мятежников за пределы города.
Президент правительства Пабло Кларис 10 сентября 1640 года провозгласил Каталонскую республику под протекторатом Людовика XIII, короля Франции. Это позволило французским войскам занять новые позиции на территории Пиренейского полуострова, ближе к его центральной части. Просьба о протекторате была направлена Людовику XIII 23 января 1641 года, положительный ответ от короля Франции пришёл 30 декабря 1641 года.
24 ноября 1640 года испанская армия под командованием Педро Фахардо, маркиза де Лос-Велеса вторглась в Каталонию с юга. 23 декабря Пабло Кларис объявил войну королю Испании Филиппу IV. Победоносное наступление кастильских войск на Тартосу, Камбрильс, Таррагону и Марторель заставили Совет принять в ночь с 16 на 17 января 1641 предложение преобразовать Каталонию в республику под защитой Франции.

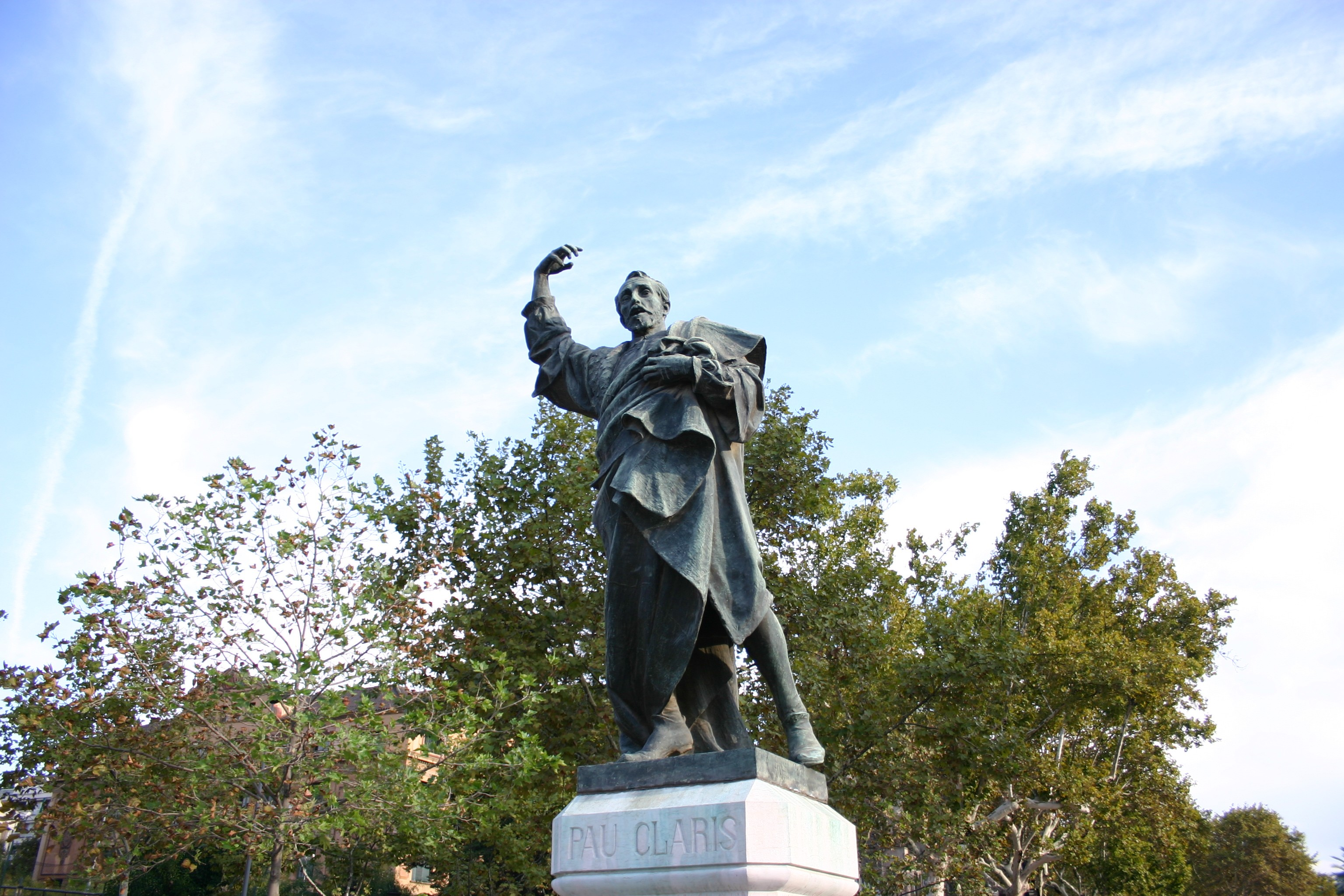
Памятник Пабло Кларису работы Аче-и-Ферре, Рафаэль на Проспект Луиса Компаниса в Барселоне

Но когда королевские войска подступили к Барселоне, Кларис, желая получить основательную поддержку Франции, ликвидировал республиканский проект и 23 января 1641 года объявил Людовика XIII графом Барселоны, за три дня до победоносного сражения при Монтжуике, в результате которого разбитые испанцы оставили Каталонию.

### Смерть
20 февраля 1641 года Филипп де Ламот-Уданкур прибыл в Барселону с полномочиями Генерального капитана французских и каталонских армий. В тот же день Кларис тяжело заболел и на следующий день получил последнее причастие. Пабло Кларис скончался в ночь на 27 февраля 1641 года. Вопреки имевшимся проблемам со здоровьем в последний год его жизни, в обществе поговаривали о возможном отравлении Клариса (письмо Рожера де Буссо кардиналу Ришельё). Современные исследования подтверждают эту возможность.
Кларис был погребён в семейном склепе часовни Христовой Церкви Сан-Жоан-де-Иерусалим в Барселоне. В 1888 году, в ходе реконструкции Барселоны под Всемирную выставку, церковь была снесена.
В год смерти Клариса Франческ Фонтанелья опубликовал панегирик (Panegíric a La Mort De Pau Claris De Francesc Fontanella).